# Beaver Creek (Yukon)
Beaver Creek ist eine Gemeinde im kanadischen Yukon am Alaska Highway nahe der Grenze zwischen Kanada und Alaska. 
Sie liegt rund 760 m über dem Meeresspiegel, stellt den westlichsten Ort Kanadas dar und ist Mittelpunkt der White River First Nation. Der Ort hatte 2021 78 Einwohner.
Der Ort hat einen Flugplatz, den Beaver Creek Airport. Auch unterhält der Ort eine Bibliothek, die Beaver Creek Community Library, sowie ein Informationszentrum für Besucher. Eine kanadische Grenzstation befindet sich unmittelbar am Ortseingang und nicht, wie die US-Grenzstation, direkt an der Grenze. Die örtliche First Nation unterhält ein Kulturzentrum.

## Geschichte
Das traditionelle Gebiet der White River First Nation reicht vom Südufer des Kluane Lake bis nach Alaska. Auch der Mount Logan, Kanadas höchster Berg, liegt auf diesem Gebiet, ebenso wie die Entwässerungsgebiete von Donjek und White River. Die White-River-Indianer siedelten vor allem um Snag und Scottie Creek. Ursprünglich siedelten hier verschiedene Gruppen der Upper Tanana sprechenden Indianer, die nomadisch lebten. 
Nach 1900 entstand hier eine Station der Grenzpolizei, um das neue gegründete Territorium Yukon zu sichern. Mit dem Bau des Alaska Highway ab 1942 kamen zahlreiche Bauarbeiter in die Region, die allerdings nach Kriegsende wieder in die USA zurückkehrten. 1948/49 wurde der Alaska Highway für den privaten Verkehr freigegeben und eine Zollstation entstand. Aus Hinterlassenschaften der Bauphase entstand die katholische Kirche Lady of Grace.

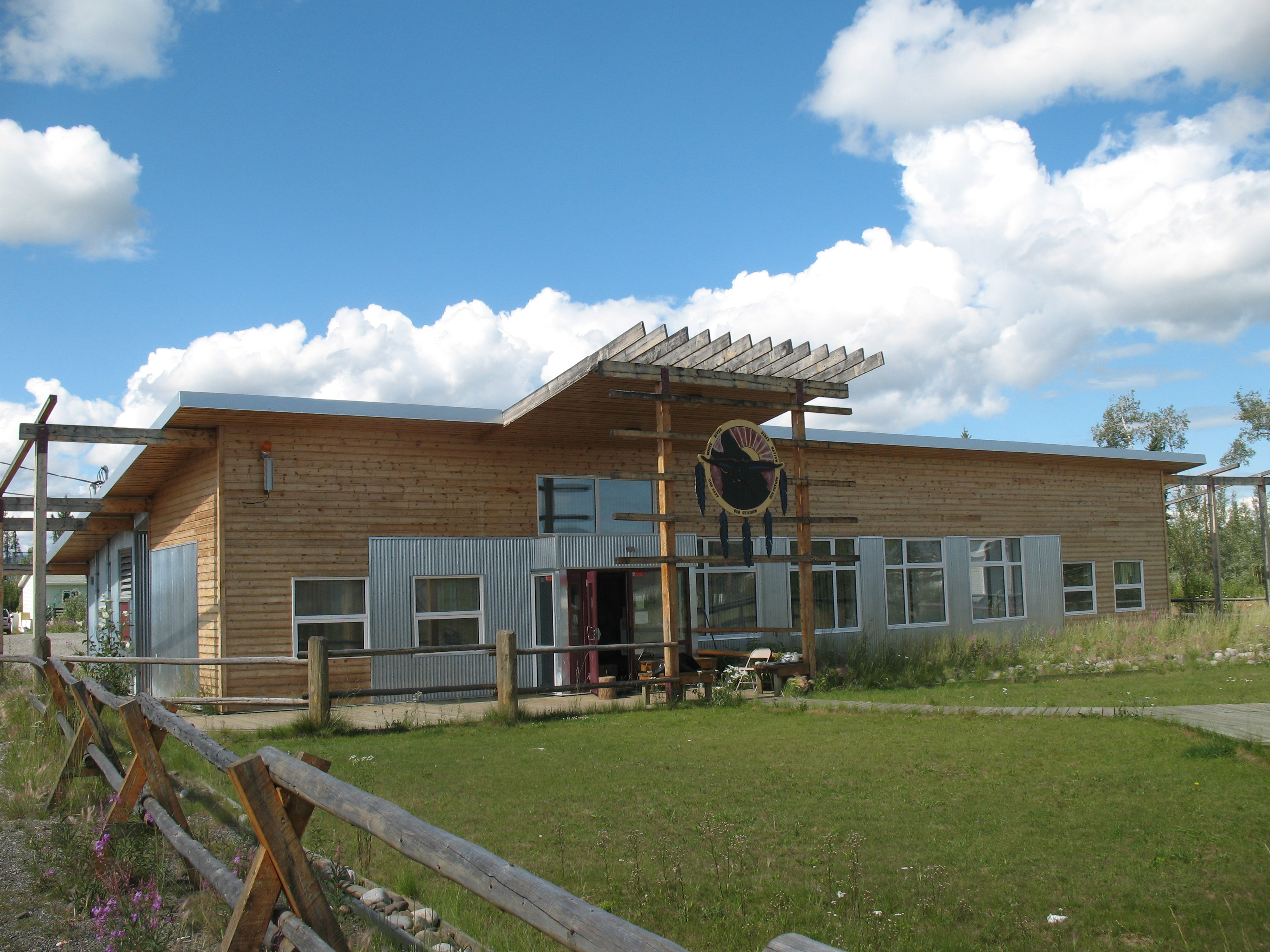
Kulturzentrum der ortsansässigen White River First Nation

1961 siedelte die Regierung die White-River-Indianer nach Burwash Landing um, zusammen mit der Kluane Indian Band. Erst 1991 zog die White-River-Gruppe nach Beaver Creek und verließ die erzwungene Gemeinschaft. Sie verfügt über kein reguläres Reservat, sondern nur über lands-set-aside, Land also, das anderweitiger Nutzung entzogen ist. Es besteht kein Vertrag mit Kanada oder dem Territorium, daher besteht auch keine Selbstregierung, wie bei den Kluane. Dennoch beharrt der Stamm darauf, dass jede Landnutzung mit ihm abgesprochen werden muss, also Konsultationspflicht besteht. Dies ist umso schwerwiegender, als das Alaska Highway Pipeline Project weiter vorangetrieben wird, und auf dem traditionellen Gebiet nach Öl und Gas durch TransCanada gesucht wird. 
Inzwischen existiert eine grenzüberschreitende Tanana Chief Conference, die sich neben kulturellen und sozialen Aufgaben um Verhandlungen mit der Regierung bemüht, etwa um den Schutz der Karibus voranzutreiben. Hatte der Ort 2006 noch 112 Einwohner, so waren es 2016 nur noch 93, 2021 zählte man nur noch 78 Einwohner.